# ラギ
『ラギ 』(RAGUY) は、1991年にアルファ電子がMulti Video System（業務用ネオジオ）向けに制作したアクションゲームである。海外版タイトルは『Blue's Journey』。

## システム
最初期のMVS作品である本作は、昆虫人間（インセクタリアン）　の住む天体・ラギ王国を舞台としたステージクリア型のアクションゲームであり、途中のショップでアイテムを購入しつつ進んでいき、ラギ王国の侵略を企むダルマ大王を倒すことが最終目的となる。
全4ステージ（1ステージは2,3ブロック程度に分かれている）だが、第2・第3ステージは2種類存在する(第1・第2ステージクリア直後にどちらに進むかを選ぶ)ため、最終ステージまでの道のりは一本ではない。
選択ステージやステータス異常、イベントの結果によってエンディングが変わるマルチエンディングシステムを持ち、ステージによってはステージカットも存在するが、それによってクリアーできないイベントもある。
また、ストーリーの進行上、特定のキャラクターに渡す必要のあるアイテムもある。
2人プレイが可能であるほか、協力プレイとなり、2人同時に進んでいくこととなる。
主人公は体の大きさを大・小2段階で変化させることが可能。小さくなっている間は攻撃ができないが狭い隙間に入り込めるようになり、移動速度とジャンプの飛距離も向上するため、場面によってうまく使い分ける必要がある。
主人公は葉術と呼ばれるメンコに似た格闘技の使い手であるという設定であり、初期装備である葉は、地面に叩きつけて風を起こし、敵を引っくり返すものとなっている。
また、主人公が死亡した時点でアイテムは消えてしまうが、アイテムの一種である金庫を所持することでそれを防げる。

## ストーリー
ラギは昆虫人間（インセクタリアン）が住む自然にあふれた美しい天体であった。ところが数年前、他の天体からダルマ一族がやって来てからというものラギは汚染の一途をたどる様になった。一方、葉術（通称、メンコ）という格闘技の使い手である少年ブルーは、片思いの相手であるラギ王家の第二王女ファアを救うべく、ダルマ一族との戦いに向かう。

## 登場人物
ブルー
密林ジャモに住むラギの格闘技・葉術（通称：メンコ）の使い手であり、前年度の葉術大会の優勝者である。ラギ王家の第二王女ファアに思いを寄せている。人間に換算すると16歳。
なお、2Pキャラクターであるシャドーブルーは、葉術の奥義により生み出された2P側キャラクター。オリジナルと同等の能力を持つ。
レッド
火山国クイラ出身。ブルーのライバルで前年度の葉術大会の準優勝者。執念深い性格でブルーに戦いを挑んでくる。
ファア
ラギ王家の第二王女。汚染により病に臥している。コンティニュー時にはプレイヤーに救援を求め、残り時間が短くなると「酷い人」と罵倒してくる。
シューイ
アイテム「三つ葉」を取ることで入れるショップの女主人。買い物時に彼女をクリックすると怒られる上に、後に売り物の値段を二倍にされる。
リム
ステージ3、機械国バキーンで、氷漬けにされているラギ王家第一王女。助けるためにはあるアイテムが必要。
血ダルマ隊長
ステージ1、密林地帯ジャモのボス。岩をヘッドバットで砕き、自らの分身を飛ばして攻撃してくる。
火ダルマ将軍
ステージ2、地底王国クイラのボス。炎の蛇と火炎弾を飛ばして攻撃してくる。
泥ダルマ大僧正
ステージ2、沼大国シャバーンのボス。ほうきに乗り、空中からダルマや炎を飛ばして攻撃してくる魔法使い。
雪ダルマ元帥
ステージ3、不思議空間のボス。雪玉と分身を飛ばし、雪崩を起こして攻撃してくる。
メカダルマ将軍
ステージ3、機械都市バキーンのボス、分身を地面から召喚し、近づくと目からビームを飛ばして攻撃してくる。
ダルマ帝王
ダルマ一族の王であり、本作の最終ボス。元々は高度な科学力を持ちながら、母星が汚染により滅んでしまって以来、新天地を求めて各地を放浪していた。ラギを手中に収めようと侵略の手を伸ばす。

## 移植
MVS互換である家庭用ネオジオ以外にはネオジオCD（1994年10月31日発売）しか家庭用ゲーム機に移植されなかったので知名度は低かったが、2007年10月23日よりWiiのバーチャルコンソールにて配信が開始された（配信元はD4エンタープライズ、要900Wiiポイント）。また、アケアカNEOGEOの1作品としてMVS移植版が2017年9月7日にPlayStation 4・Xbox One・Nintendo Switchで、2018年6月29日にPC（Windows 10）で、2022年5月26日にiOS・Androidでそれぞれ配信された。

## 評価
ネオジオフリークが1997年に同誌で行ったネオジオゲームツインレビューでは8、3の11点。同誌のレビュアーからは、2Dアクションゲームとしてはありふれているといった意見や、ボス戦がパズル感覚で面白いといった意見が寄せられたほか、コミカルなキャラやポップな音楽は殺伐とした中で癒されるという評価も寄せられた。一方で、キャラの小ささのせいで迫力が足らない、敵キャラが地味だという指摘も寄せられた。また、各面クリア時の掛け声については肯定と否定で意見が分かれた。
ファミコン通信クロスレビューでは17/40点。